# Heiko Gärtner

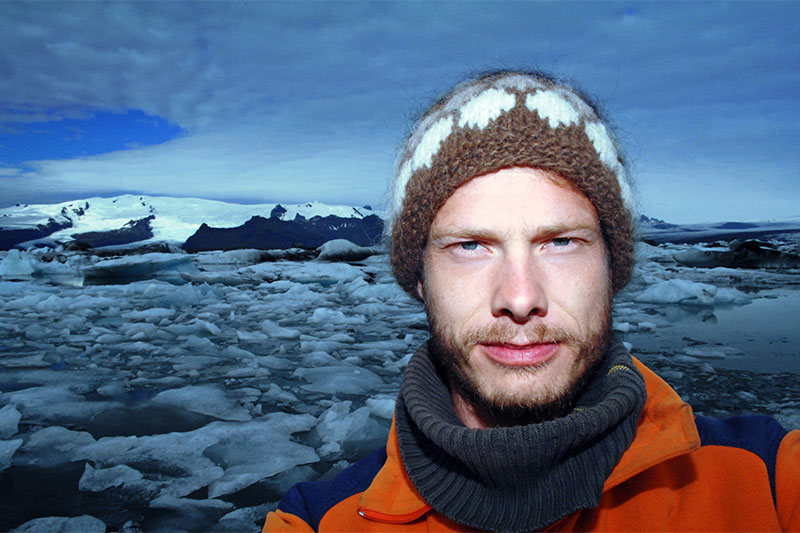
Heiko Gärtner bei einer Island-Expedition, 2008

Heiko Gärtner (* 12. März 1979 in Neumarkt in der Oberpfalz) ist ein deutscher Survival-Experte, investigativer Journalist, Autor und Aktivist für Umweltschutz und Menschenrechte. Neben Fernsehauftritten wurde er vor allem durch seine Bücher und das Projekt Lebensabenteurer bekannt. Dafür wandert er seit 2014 durchgängig zu Fuß und ohne Geld um die Welt, um so Spenden für verschiedene Hilfsprojekte zu sammeln.

## Biografie
Heiko Gärtner wuchs in Postbauer-Heng in Bayern auf. Seine Mutter war Verkäuferin, Damenschneiderin und später Hausfrau, sein Vater arbeitete bei der Versicherungsagentur Allianz, wo Heiko Gärtner eine Lehre begann.
Nach Beendigung seiner Tätigkeit als Leiter einer Versicherungsagentur machte er eine Ausbildung zum  Natur- und Landschaftspfleger, bei der er den Meisterpreis der Bayerischen Staatsregierung erhielt, sowie die Jägerprüfung und eine Ausbildung zum Wildnispädagogen und eine Weiterbildung zum Wildnislehrer.
Ende 2007 gründete er ein Wildnisschule mit dem Namen Wildnisschule Heiko Gärtner in Postbauer-Heng. 2010 startete Gärtner ein größeres Projekt, bei dem er laut eigener Aussage „wie ein Steinzeitmensch“ auf dem Jakobsweg nach Spanien wanderte.
Gärtner verlagerte seine Tätigkeit in Richtung investigativen Journalismus. Gemeinsam mit seinem Kollegen Tobias Krüger lebte er für mehrere Wochen mit Obdachlosen in verschiedenen deutschen Städten auf der Straße. Die beiden tauchten auch in weitere tabuisierte Bereiche der Gesellschaft ein. So besuchten und interviewten sie Drogendealer, Crack-Prostituierte, Straßenkinder, männliche Prostituierte, Sekten und die Bewohner einer heimlich errichteten Parallelstadt, die sich versteckt im begrünten Mittelstreifen einer Schnellstraße in Nürnberg befand. Die Erfahrungen aus diesem Projekt flossen als Aufsatz in das Buch Draußen – Reportagen vom Rand der Gesellschaft ein. Ein weiteres Projekt startete das Journalistenteam im Juli 2012 unter dem Titel Fühl dich ein!. Dabei ging es um das Leben mit verschiedenen Augenkrankheiten und vollständiger Blindheit. Gärtner und Krüger simulierten die entsprechenden Einschränkungen mit Hilfe von Alterssimulationsbrillen und Augenpflastern. Dabei reisten sie durch Deutschland und testeten die Infrastrukturen, die für Sehbehinderte bereitgestellt werden, um auf Missstände aufmerksam zu machen. Abschluss des Projektes war eine Blindbesteigung der Zugspitze.
Ende Oktober 2013 veröffentlichte Gärtner zusammen mit Tobias Krüger das Buch Krankheiten auf einen Blick erkennen – Antlitz- und Körperdiagnose, sowie weitere Techniken, um Menschen ganzheitlich zu erfassen, welches sich unter anderem mit den alternativmedizinischen, wissenschaftlich nicht anerkannten Diagnoseverfahren der Antlitzanalyse, Kinesiologie und „Meridian-Energie-Technik“ beschäftigt.
Im November 2013 gab Heiko Gärtner seine Wildnisschule ab und begann zwei Monate später, am 1. Januar 2014, das Projekt Lebensabenteurer, bei dem er gemeinsam mit Tobias Krüger (der später den Namen Franz von Bujor annahm um nach eigenen Angaben in der Tradition von Franziskaner-Mönchen zu leben) ohne Geld verschiedene europäische Länder bereist. Seit Anfang 2014 arbeitet das Duo mit vier sozialen Hilfswerken als Werbepartner zusammen.
Im Oktober 2016 veröffentlichten Gärtner und Krüger das Buch Die natürliche Heilkraft der Bäume: Wie unsere Selbstheilungskräfte gefördert werden und wir zu ganzheitlicher Gesundheit gelangen. Es behandelt als Ratgeber Naturverbundenheit und Selbstheilungskräfte, es beschreibt dabei ein als Spiegelplatz benanntes Prinzip. Im April 2020 erschien eine überarbeitete Neuauflage des Buches unter den Titel Dem Ruf des Schamanen folgen – Erkenne dein wahres Selbst und entfalte deine ganze Heilkraft.

## Schriften
- Aufsatz in Draußen: Reportagen vom Rand der Gesellschaft. Redline Verlag, München 2012, ISBN 978-3-86881-335-7.
- mit Tobias Krüger: Krankheiten auf einen Blick erkennen: Antlitz- und Körperdiagnose sowie weitere Techniken, um Menschen ganzheitlich zu erfassen. mvg Verlag, München 2013, ISBN 978-3-86882-449-0.
- mit Tobias Krüger: Die natürliche Heilkraft der Bäume: Wie unsere Selbstheilungskräfte gefördert werden und wir zu ganzheitlicher Gesundheit gelangen. mvg Verlag, München 2016, ISBN 978-3-86882-699-9; überarbeitete Neuauflage unter dem Titel Dem Ruf des Schamanen folgen: Erkenne dein wahres Selbst und entfalte deine ganze Heilkraft ebenda 2020, ISBN 978-3-7474-0154-5.

## Fernsehreportagen
- 2011 RTL Punkt 12 48h Wildnis Pur – Beziehungstest
- 2011 Nippon TV Survivalcamp
- 2012 Die Nordreportage NDR Ausgesetzt in der Wildnis
- 2012 Terra Express: Verschollen im Sumpf
- 2012 Pro 7 Galileo Orientieren im Wald
- 2013 Welt der Wunder Survival Training